# Xã Sugar Loaf, Quận Boone, Arkansas
Xã Sugar Loaf (tiếng Anh: Sugar Loaf Township) là một xã thuộc quận Boone, tiểu bang Arkansas, Hoa Kỳ. Năm 2010, dân số của xã này là 2.320 người.